# Wolfgang Schmidtlein
Wolfgang Eduard Schmidtlein (geboren 31. August 1923 in Berlin) ist ein deutscher Architekt.

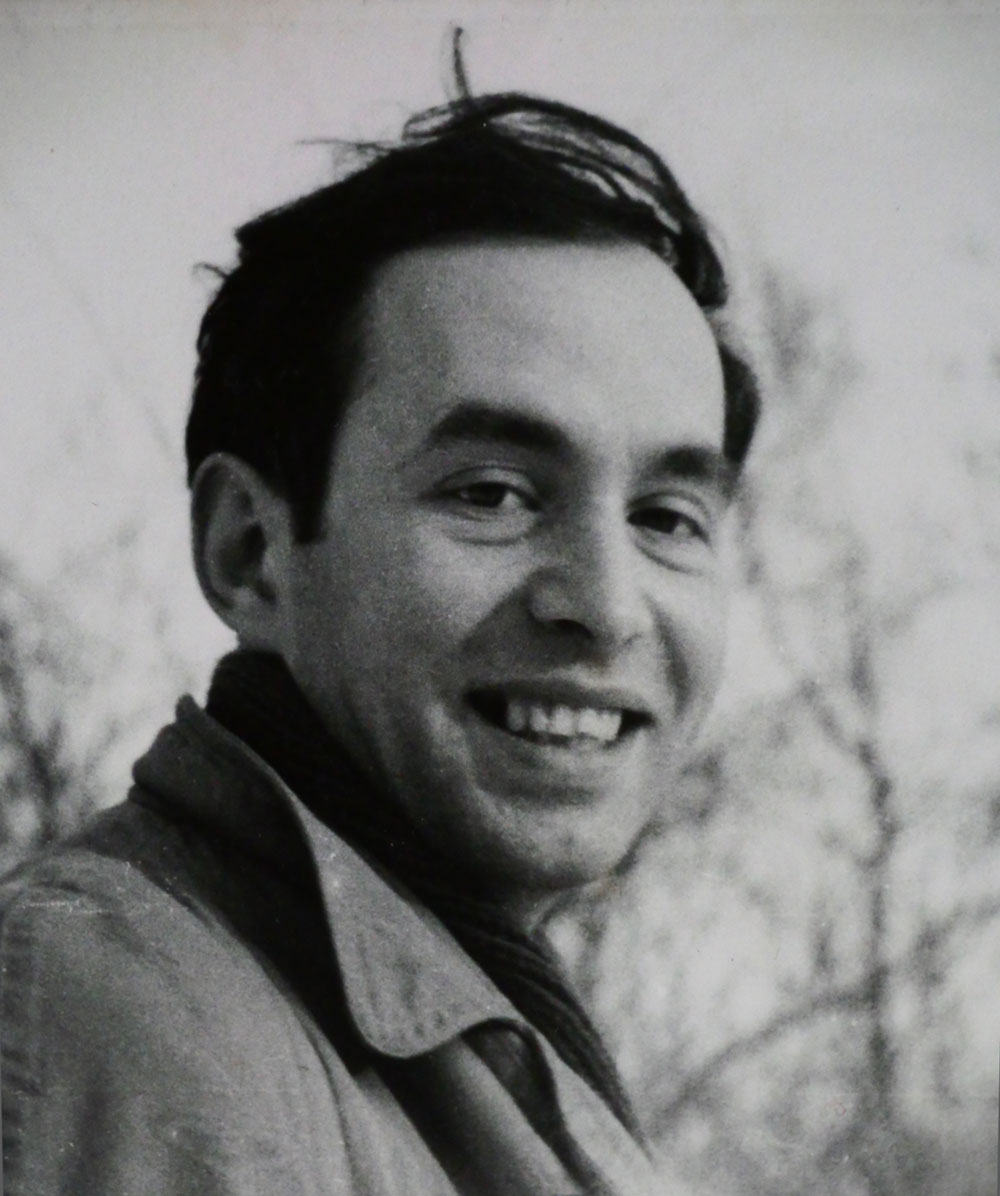
Wolfgang Schmidtlein, ca. 1956

## Leben
Wolfgang Schmidtlein wuchs in der Siedlung Heerstraße in Berlin-Westend auf und besuchte das nahe gelegene Mommsen-Gymnasium. Er studierte von 1944 bis 1949 Architektur an der Technischen Hochschule München und besuchte dort u. a. Kurse von Hans Döllgast und Martin Elsaesser. Danach nahm er eine Tätigkeit im Büro von Wilhelm Riphahn in Köln auf (1950 bis 1956). In den Jahren von 1956 bis 1967 war er Leiter der Planungsabteilung der DEWOG, ebenfalls in Köln, bevor er 1967 zur Deutschen Lufthansa wechselte. Dort leitete er die Hochbauplanungsgruppe. Währenddessen arbeitete er zusätzlich als freier Architekt. Mit seinen Beiträgen zum Siedlungsbau und mit zahlreichen Einzelbauvorhaben trug er unter anderem wesentlich zum von der Moderne geprägten Auf- und Ausbau der Stadt Köln nach den Verheerungen des Zweiten Weltkriegs bei.

## Werk
Während seiner Tätigkeit im Büro Riphahn (1950 bis 1956) war Wolfgang Schmidtlein u. a. an den Planungen zur Neuen Kölner Oper, bei den Entwürfen zur Erweiterung des Brügelmann-Stammhauses in Köln und am Entwurf zum dortigen Stoff-Pavillon Möller beteiligt.
Bei der DEWOG arbeitete er zwischen 1956 und 1967 an städtebaulichen Konzeptionen und baulichen Gestaltungen von Siedlungen:
- 1957–1959 Köln-Longerich (Katholikentagssiedlung)
- 1959–1960 Köln-Mülheim (Herler Ring)
- 1959–1960 Köln-Höhenhaus (Bruder-Klaus-Siedlung)
- 1960–1962 Düsseldorf-Rath
- 1960–1963 Köln-Höhenhaus (Berlinerstraße)
- 1960–1963 Köln-Mülheim (Bitterstraße und Hacketäuerweg)
- 1961–1966 Köln-Seeberg
- 1962 Köln-Dünnwald (Haus Hahn)
- 1963–1966 Köln-Flittard (Einsteinstraße)
- 1964–1966 Frechen-Bachem
- 1965–1967 Köln-Neubrück

In diese Zeit fallen auch 47 Einzelbauvorhaben, die meisten davon in Köln wie z. B.
- 1957–1958 Haus und Atelier von Kurt-Wolf von Borries
- 1957–1958 Altenheim Köln-Poll, An den Rolshover Gärten,
- 1959 Ladengruppe, Gaststätte und Postamt in Chorweiler
- 1960 12 Reihenhäuser in der Siedlung Mielenforst, Köln-Dellbrück
- 1962 Ladenzentrum in Flittard
- 1962 Haus der CDU (Köln, Georgstraße)
- 1964 Ev. Christus-Kirche in Esch (mit W. Kommke)[4]
- 1966 Ev. Gemeindezentrum Neubrück, Köln-Neubrück

Außerhalb Kölns entstanden u. a.

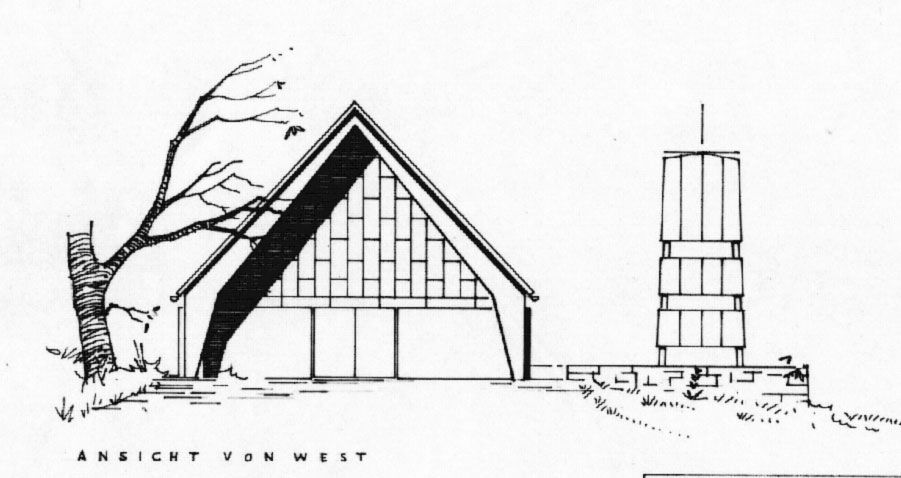
Gnadenkirche in Pech

- 1957 Schwesternhaus des Petruskrankenhauses in Bonn
- 1957 Ev. Gnadenkirche in Pech / Wachtberg (mit E. Zunn)[5]
- 1963 Haus Rohardt in Weinheim
- 1966 Ev. Lutherkirche in Weilerswist.

Im Zuge seiner Arbeit bei der Hochbauplanungsgruppe der Lufthansa (1967 bis 1983) entstanden
- 1972 Schulungszentrum in Seeheim (mit Jörg Kny, Abriss 2006[6])
- 1980 Pilotenschule in Phoenix, USA (mit G. Frerker)
- 1983 Pilotenschule in Bremen (mit G. Frerker)
- 1983 Betriebsgebäude der LSG (Lufthansa Service GmbH) an den Flughäfen Köln-Bonn und München
- 1983 Großgarage am Flughafen Frankfurt

In dieser Zeit und danach entwarf er in selbständiger Tätigkeit:
- 1969 Hannoversche Papierfabriken, Haus des Vorstands in Alsfeld
- 1972 Ev. Gemeindezentrum und Kirche in Kendenich[7]
- 1982 Ev. Kindergarten, Köln-Höhenhaus
- 1997 Ev. Nicolai-Kirche, Köln-Mauenheim[8]

und eine Reihe von Privathäusern.